# Cercospora maianthemi
Cercospora maianthemi är en svampart som beskrevs av Fuckel 1866. Cercospora maianthemi ingår i släktet Cercospora och familjen Mycosphaerellaceae.   Inga underarter finns listade i Catalogue of Life.